# Ajalpan
Ajalpan är en kommunhuvudort i Mexiko.   Den ligger i kommunen Ajalpan och delstaten Puebla, i den sydöstra delen av landet, 230 km sydost om huvudstaden Mexico City. Ajalpan ligger 1 214 meter över havet och antalet invånare är 24 218.
Terrängen runt Ajalpan är varierad. Runt Ajalpan är det tätbefolkat, med 427 invånare per kvadratkilometer. Närmaste större samhälle är Tehuacán, 16,8 km nordväst om Ajalpan. Trakten runt Ajalpan består till största delen av jordbruksmark.